# Volterra
Volterra (italijanska izgovorjava: [volˈtɛrra]; latinsko Volaterrae) je obzidano mesto na hribu v deželi Toskana v Italiji. Njegova zgodovina sega v obdobje pred 8. stoletjem pred našim štetjem in ima znatne strukture iz etruščanskega, rimskega in srednjeveškega obdobja.

## Zgodovina
Volterra, ki so jo stari Etruščani poznali kot Velathri, Velathri ali Vlathri, Rimljani pa kot Volaterrae, je mesto in občina v italijanski deželi Toskana. Mesto je bilo naselje iz bronaste dobe proto-Villanovske kulture  in pomembno etruščansko središče, eno od »dvanajstih mest« etruščanske Lige.
Domneva se, da je bilo mesto stalno naseljeno kot mesto vsaj od konca 8. stoletja pred našim štetjem. Municipij je postal zaveznik Rima konec 3. stoletja pred našim štetjem. Mesto je bilo škofovska rezidenca v 5. stoletju, njegova škofovska moč pa je bila potrjena v 12. stoletju. Z upadom škofovstva in odkritjem lokalnih nahajališč galuna je Volterra postala zanimiv kraj za Firence, katere sile so osvojile Volterro. Florentinska vladavina ni bila vedno priljubljena, občasno pa je prišlo do nasprotovanja in uporov. Te upore so Firence zatrle.
Ko je leta 1530 padla republika Firence, je Volterra prišla pod nadzor družine Medičejcev in kasneje sledila zgodovini Velikega vojvodstva Toskana.

## Znamenitosti
- Rimsko gledališče, Volterra, 1. stoletje pred našim štetjem, izkopano v 1950-ih.[10]
- Piazza dei Priori, glavni trg, lep primer srednjeveških toskanskih mestnih trgov.
- Palazzo dei Priori, mestna hiša na Piazza dei Priori, gradnja se je začela leta 1208 in končala leta 1257.[11]
- Pinakoteka in muzej Volterra (umetniška galerija) v palači Minucci-Solaini. Galerija je bila ustanovljena leta 1905[12] in jo večinoma sestavljajo dela toskanskih umetnikov od 14. do 17. stoletja. Vključuje Snemanje s križa Rossa Fiorentina.
- Stolnica v Volterri; razširjena je bila v 13. stoletju po potresu. V njej je ciborij in nekaj angelov Mina da Fiesola, opazno leseno Snemanje s križa (1228), mojstrovina romanske skulpture in zakramentna kapela s slikami Santija di Tita, Giovannija Balduccija in Agostina Veracinija. V središču oboka so drobci Večnega očeta Niccola Circignanija. Omeniti velja tudi kapelo Addolorata s terakotno skupino, ki jo pripisujejo Andreu della Robbii, in fresko Jahajoči Trije kralji Benozza Gozzolija. V bližnji kapeli, posvečeni najsvetejšemu Jezusovemu imenu, je tabla s Kristusovim monogramom, ki naj bi ga poslikal Bernardino iz Siene. Pravokotni zvonik je iz leta 1493.
- Krstilnica sv. Janeza v Volterri, zgrajena v drugi polovici 13. stoletja.
- Fortezza Medicea (Medičejska trdnjava), zgrajena v 1470-ih[13], zdaj zapor, v katerem je restavracija, restavracija Fortezza Medicea.
- Etruščanski muzej Guarnacci[14], s tisoči pogrebnih žar, ki segajo v helenistično in arhaično obdobje. Glavne znamenitosti so bronasti kipec Ombra della sera (dob. 'Senca noči') in izklesana podoba Urna degli Sposi (dob. 'Urna zakoncev') etruščanski par v terakoti.
- Etruščansko obzidje, vključno z dobro ohranjenimi vrati (3.–2. stoletje pr. n. št.).
- Medičejska Villa di Spedaletto, zunaj mesta, v smeri Lajatico.
- Na območju Valle Bona so ostanki etruščanskih grobnic.
- Psihiatrična bolnišnica Volterra, ustanovljena leta 1888 do 1978, je bila ponovno odprta za javnost in bo ponovno uporabljena za psihiatrične namene.[15]

## Ljudje
- Perzij, (34–62), rimski satirik etruščanskega porekla
- Papež Lin, ki se je po poročanju Liber Pontificalis rodil v Volterri in je bil naslednik sv. Petra.[16]
- Lucij Petronij Taurus Volusian, konzul cesarja Galijena leta 261 in mestnega prefekta med letoma 267-268
- Daniele da Volterra, (1509–1566), manieristični slikar
- Pesnik Jacopo da Leona je bil sodnik pri Volterri v 13. stoletju.
- Družina Maffei iz Volterre je dala apostolskega sekretarja Gherarda Maffeija in njegove tri sinove: najstarejšega Antonia Maffeija, ki je bil eden od atentatorjev v Pazzijevi zaroti proti Medičejcem leta 1478; drugega humanista Raffaella Maffeija, imenovan Volterrano, ki je služboval tudi v kuriji; in najmlajši Mario Maffei, ki je bil prav tako učenjak in je sledil očetu v kuriji.
- Emilio Fiaschi (1858–1941), kipar

## V popularni kulturi
- Volterra v Horaciusu, pesmi lorda Macaulaya.[17]
- Tabernacle for the Sun Linde Proud (2005), prvi zvezek Botticellijeve trilogije, se začne z opustošenjem Volterre leta 1472. Volterra je pradomovina družine Maffei in dogodki iz leta 1472 vodijo neposredno v Pazzijevo zaroto 1478. Glavni junak romana je Tommaso de' Maffei, polbrat enega od zarotnikov.
- Volterra je pomembno mesto v seriji Stephenie Meyer Twilight. V knjigah je Volterra dom Volturijev, klana bogatih, kraljevskih, močnih starodavnih vampirjev, ki v bistvu delujejo kot vladarji svetovne vampirske populacije. (Vendar so bili ustrezni prizori iz filma posneti v Montepulcianu.)
- Volterra je kraj znamenitega katastrofalnega srečanja Stendhala leta 1819 z njegovo ljubljeno grofico Mathilde Dembowsko: tam ga je prepoznala, kljub maskiranju novih oblačil in zelenih očal, in bila besna. To je osrednji dogodek v njegovi knjigi O ljubezni.[18]
- Volterra je večkrat omenjena v zgodovinski navtični seriji britanskega avtorja Dudleyja Popeja, kapetana Nicholasa Ramagea. Gianna, Marchesa iz Volterre in izmišljeni vladar tega območja, je predstavljena v prvih dvanajstih od osemnajstih knjig. Knjige opisujejo napredek in kariero Ramage med napoleonskimi vojnami konec 18. in zgodnjega 19. stoletja, bralcem pa ponujajo dobro napisane artikulirane podrobnosti o življenju na jadrnicah in razmerah na morju tistega časa.
- Volterra je mesto, kjer se odvija roman Chimaira italijanskega avtorja Valerija Massima Manfredija.
- Valerio Massimo Manfredi The Ancient Curse je tudi postavljen v Volterri, kjer iz muzeja ukradejo kip z imenom Senca mraka.
- Volterra je predstavljena v zbirki kratkih zgodb Unaccustomed Earth Jhumpe Lahirija iz leta 2008. Tja se potujeta Hema in Kaushik, protagonista zaključne zgodbe Na kopno, preden se ločita.
- Volterra je predstavljena v filmu Luchina Viscontija iz leta 1965 Vaghe stelle dell'Orsa, ki je izšel kot Sandra (Of Thousand Delights) v ZDA in kot Of The Thousand Pleasures v Veliki Britaniji.
- Volterrina kulisa je za Central City uporabljena v filmu Fullmetal Alchemist (film) iz leta 2017 v režiji Fumihiko Sori.
- Video igra The Town of Light iz leta 2016 je postavljena v izmišljeni različici razvpite psihiatrične bolnišnice Volterra.[19]
- "Volaterrae" sta Dan in Una poimenovala svoje skrivno mesto v Far Woodu v Puck of Pook's Hill Rudyarda Kiplinga. Poimenovali so ga iz verza v Lays of Old Rome Lorda Macaulaya.

## Pobratena mesta
Volterra je pobratena z:
- Mende, Lozère, Francija
- Wunsiedel, Nemčija
- Sandomierz, Poljska